# Nikodemas Čerekas
Nikodemas Čerekas (* 30. Märzjul. / 12. April 1905greg. in Kaunas; † 22. April 1965 in Stamford) war ein litauischer Fußballspieler und Basketballschiedsrichter.

## Karriere und Leben
Ab dem Jahr 1926 studierte Čerekas an der Vytautas-Magnus-Universität in seiner Geburtsstadt Kaunas Rechts- und Wirtschaftswissenschaften. Er arbeitete später im Finanzministerium der Republik Litauen.
In seiner Fußballkarriere spielte Čerekas von 1924 bis 1936 für den LFLS Kaunas. Mit dem Verein gewann er 1927 und 1932 den Meistertitel in Litauen. 
Zwischen 1926 und 1933 lief er mindestens viermal für die Litauische Fußballnationalmannschaft auf. Dabei nahm er dreimal am Baltic Cup teil.
Bei der Basketball-Europameisterschaft 1939 war Čerekas als Schiedsrichter tätig.
Im Jahr 1944 floh er nach Deutschland. In Rosenheim war er von 1945 bis 1949 Vorsitzender einer litauischen Gemeinde. Darüber hinaus war er kurzzeitig Sekretär im Exil des Turn- und Sportausschuss von Litauen. Im Jahr 1949 zog er nach Stamford an die Ostküste der Vereinigten Staaten.

## Erfolge
Mit dem LFLS Kaunas: 
- Litauischer Meister: 1927, 1932